# Cyberia (kafejka internetowa)

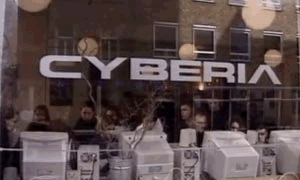
witryna kafejki w 1994 roku

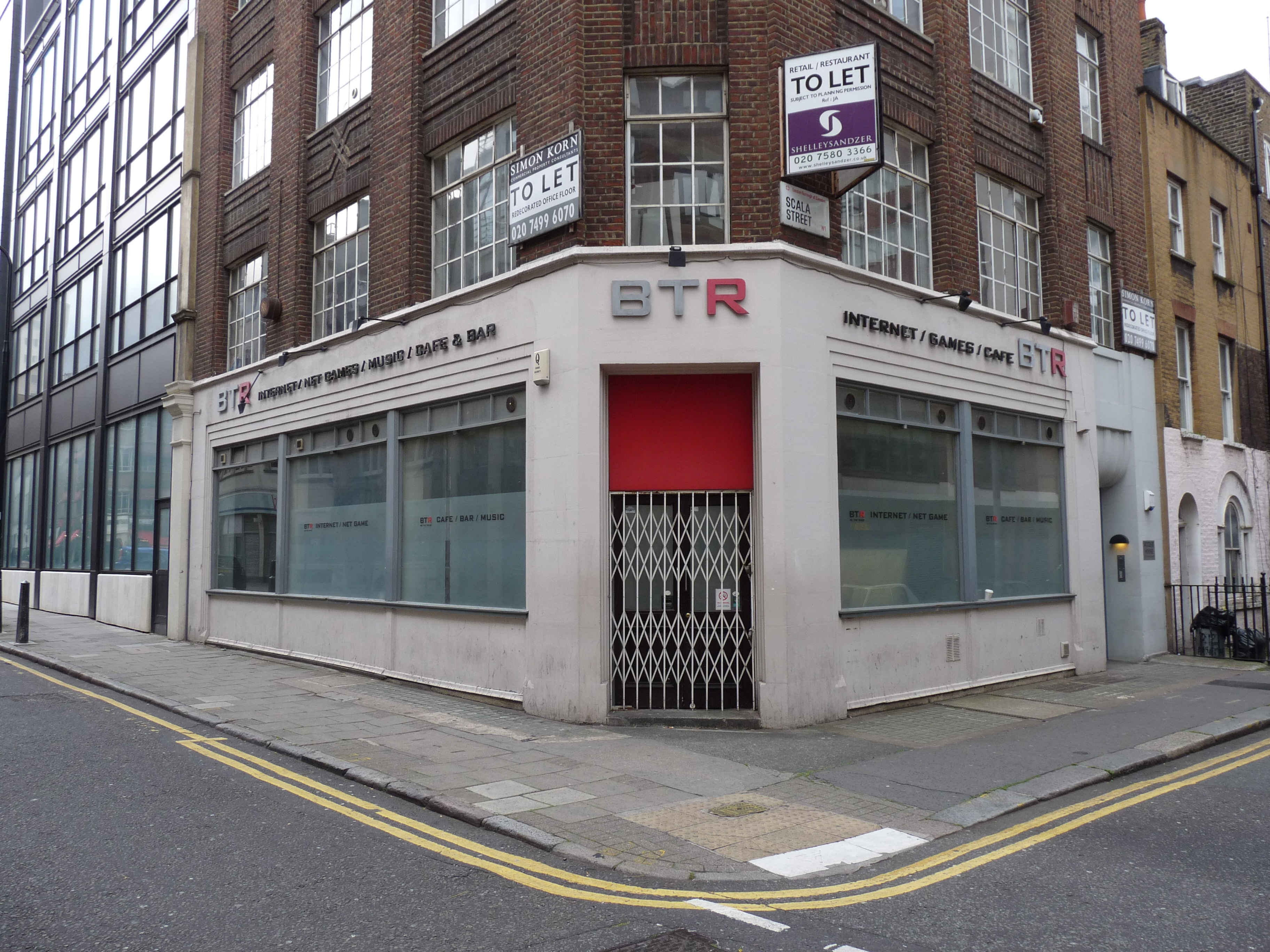
budynek w 2010 roku, którym mieściła się Cyberia

Cyberia – pierwsza na świecie kafejka internetowa, otwarta w Londynie przy Whitfield Street 39 we wrześniu 1994 roku przez Evę Pascoe i Gene Teare. Według pierwotnego zamysłu jej założycielek miała być ona przeznaczona wyłącznie dla kobiet, gdyż w tamtym czasie (jak argumentowały) w Anglii kobiety stanowiły zaledwie 4% brytyjskich internautów. Jednakże po tym jak o kafejce rozpisała się brytyjska prasa przeżyła ona oblężenie męskiej klienteli przez co jej założycielki zrezygnowały z niniejszej formuły